# بایرن
بایِرْن (به آلمانی: Bayern) بزرگ‌ترین و جنوبی‌ترین ایالت در میان ایالات شانزده‌گانهٔ کشور آلمان است. پایتخت آن شهر مونیخ (با ۱٫۳ میلیون نفر سکنه)، جمعیت آن حدود ۱۲٫۵ میلیون نفر و مساحتش ۷۰٬۵۴۸ کیلومتر مربع است. این ایالت از جنوب همسایهٔ اتریش است و از شرق با جمهوری چک مرز مشترک دارد.

## تاریخ
با سقوط امپراتوری مقدس روم در آلمان، بایرن توانست در سال ۱۸۰۶ بنابر قرارداد صلح پرسن، یک پادشاهی مستقل تشکیل دهد. به این ترتیب ماکسیمیلیان یوزف که امیر انتخاب‌گر بایرن بود، صاحب اورنگ و افسر پادشاهی شد و پادشاهی در دودمان ویتلسباخ موروثی شد.
در سال ۱۸۷۰ پادشاهی بایرن به عنوان دومین بخش بزرگ امپراتوری آلمان با دیگر مَمالِک آلمانی یکپارچه گشت و امپراتوری توانمند آلمان را بنیاد گذاشت.
بایرن از دیرباز جایگاه مرکزی جنبش های میهن پرستانه و ملی گرایانه آلمان بود. به طوری که ستاد حزب نازی(حزب ناسیونال سوسیالیست کارگران آلمان) در مونیخ که مرکز و بزرگترین شهر بایرن و یکی از بزرگترین شهر های آلمان بود جای داشت.
پس از پایان جنگ جهانی دوم این ایالت تحت اشغال نیروهای آمریکایی قرار داشت و قانون اساسی جدید این ایالت در یکم دسامبر ۱۹۴۹ به تصویب رسید و تا هنگام بازیکپارچگی آلمان، بایرن بخشی از آلمان غربی (جمهوری فدرال آلمان) به‌شمار می‌رفت.

## سیاست
حزب سوسیال-مسیحی آلمان (CSU) قوی‌ترین حزب در این منطقه است و از سال ۱۹۶۶ در این ایالت حکومت می‌کند. البته این حزب منحصر به بایرن است و در هنگام انتخابات پارلمانی در ائتلافی مشترک با حزب دمکرات-مسیحی آلمان (CDU) قرار می‌گیرد و تحت عنوان اتحاد مسیحی، فهرست واحدی را ارائه می‌دهند. اتحاد مسیحی هم‌اکنون به همراه حزب سوسیال دمکرات، دولت ائتلافی را در این کشور تشکیل داده‌است. ادموند اشتویبر از سال ۱۹۹۳ رهبری CSU و ریاست این ایالت را به عهده داشت. پس از او در سال ۲۰۰۸ هورشت زیهوفر، هم‌حزبی وی، به این جایگاه دست پیدا کرد.

## اقتصاد
بایرن در گذشته به کشاورزی و دامداری شناخته می‌شد، اما از جنگ جهانی دوم تاکنون این ایالت به یک مرکز مدرن صنعتی در اروپا تبدیل شده‌است. اگرچه هنوز هم بایرن مهم‌ترین تهیه‌کنندهٔ غذای کشور است، اما تنها یک درصد از نیروی کار در بخش کشاورزی اشتغال دارند.
امروزه مهم‌ترین صنایع بایرن عبارت‌اند از: خودروسازی ب‌ام‌و و آئودی، آدیداس، کراوس‌مافای، پوما و زیمنس. صنایع انتشاراتی و بیمه و گردشگری

## علم
در بایرن ۹ دانشگاه ایالتی و شماری از مهم‌ترین مراکز علمی اروپا قرار دارد؛ از جمله مرکز پژوهشی فیزیک پلاسمای انجمن ماکس پلانک

## فرهنگ
بایرن صاحب بیش از ۱۱۰۰ موزه و کلکسیون هنری است که سالانه بیش از ۲۰ میلیون نفر بازدیدکننده دارند. جشنوارهٔ ریشارد واگنر هر سال تابستان برگزار می‌شود. جشن اکتبر (به آلمانی: Oktoberfest)، که هرساله در مونیخ، به مناسبت ازدواج پادشاه بایرن در سال ۱۸۱۰ برگزار می‌شود، یکی از بزرگترین کارناوال‌های همگانی در سراسر جهان است که با نوشیدن آبجوی معروف بایرن همراه است. برخلاف دیگر ایالت‌های آلمان، کاتولیک‌ها در این ایالت با ۵۸٫۵۰٪ جمعیت در اکثریت هستند.

## ورزش
فوتبال، تنیس، دوچرخه‌سواری، کوهنوردی و اسکیت محبوب‌ترین ورزش‌ها در این ایالت هستند. بیش از ۴ میلیون نفر در باشگاه‌های ورزشی عضویت دارند.
مونشن، مرکز بایرن، میزبان المپیک ۱۹۷۲ بوده‌است و به پایتخت فوتبال آلمان معروف است. این ایالت اکنون دو تیم در بوندس‌لیگا (اف‌سی آگسبورگ و بایرن مونیخ) و سه تیم در لیگ دسته‌دو بوندس‌لیگا (اف سی نورنبرگ، یان رگنسبورگ و گروتر فورث) دارد. همچنین باشگاه فوتبال بایرن مونیخ نیز به این شهر تعلق دارد.

## شهرهای مهم
- مونیخ
- نورنبرگ
- آوگسبورگ
- رگنسبورگ
- فورت
- وورتسبورگ

## نگارخانه

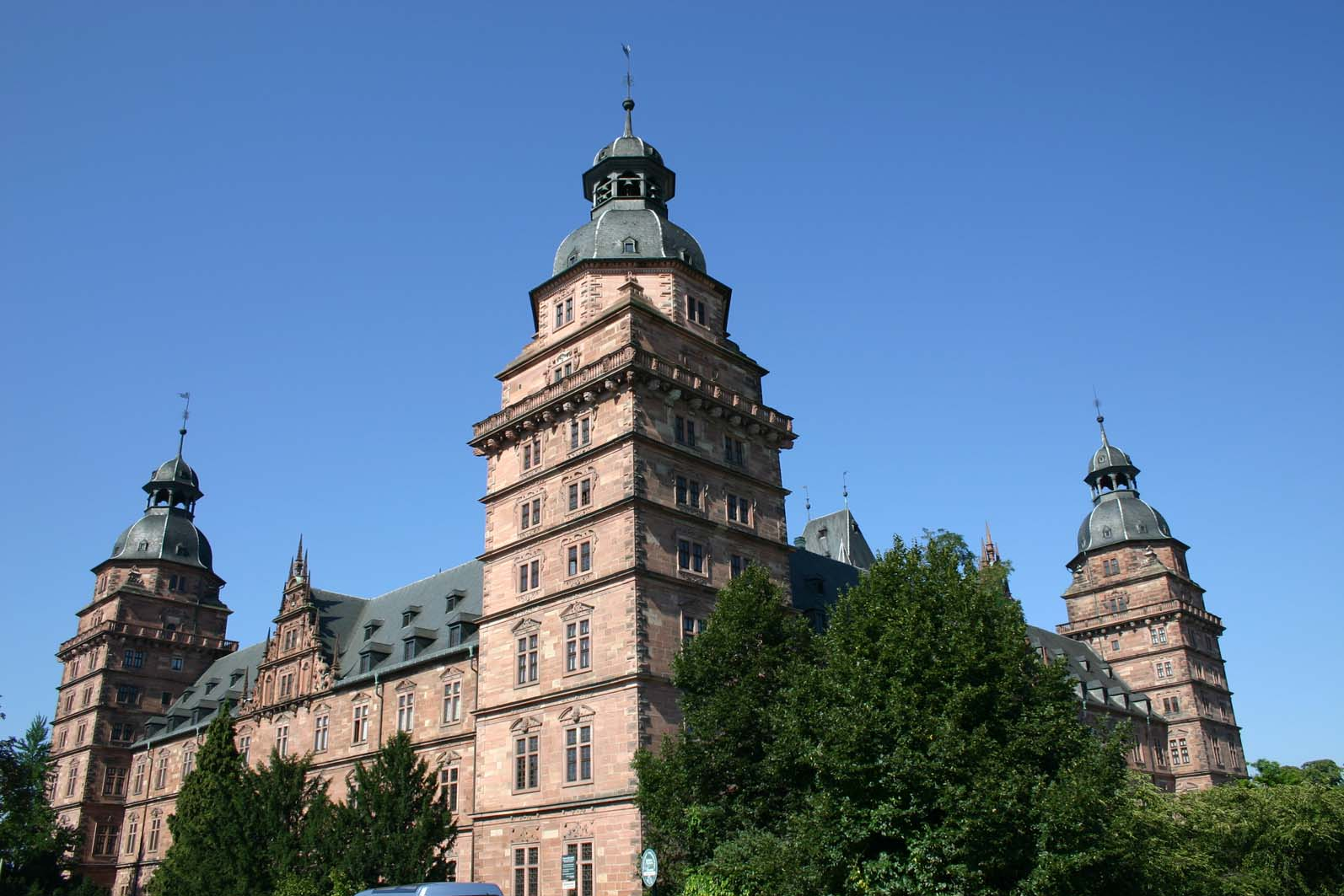
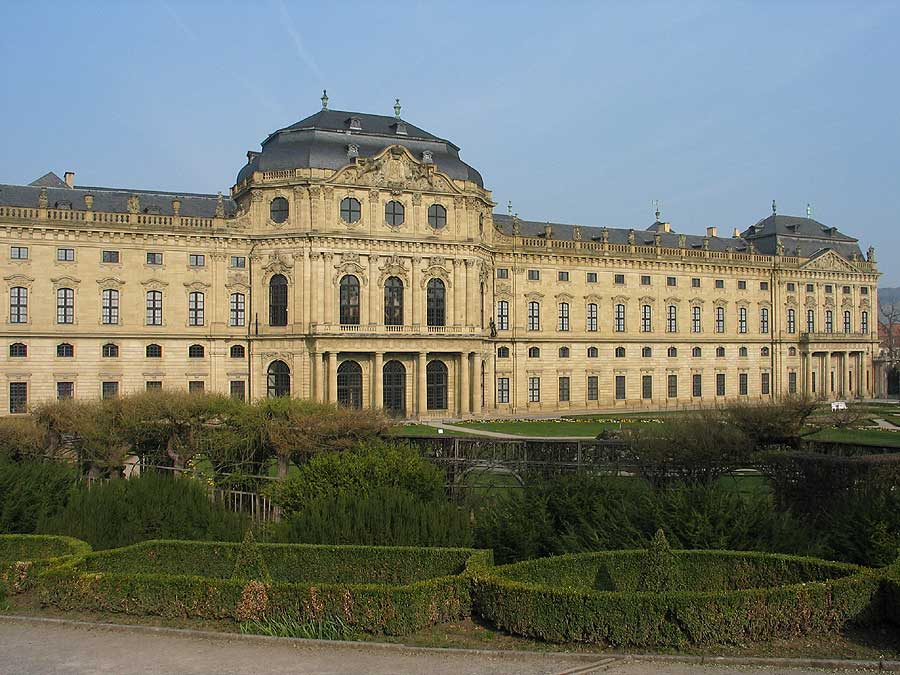
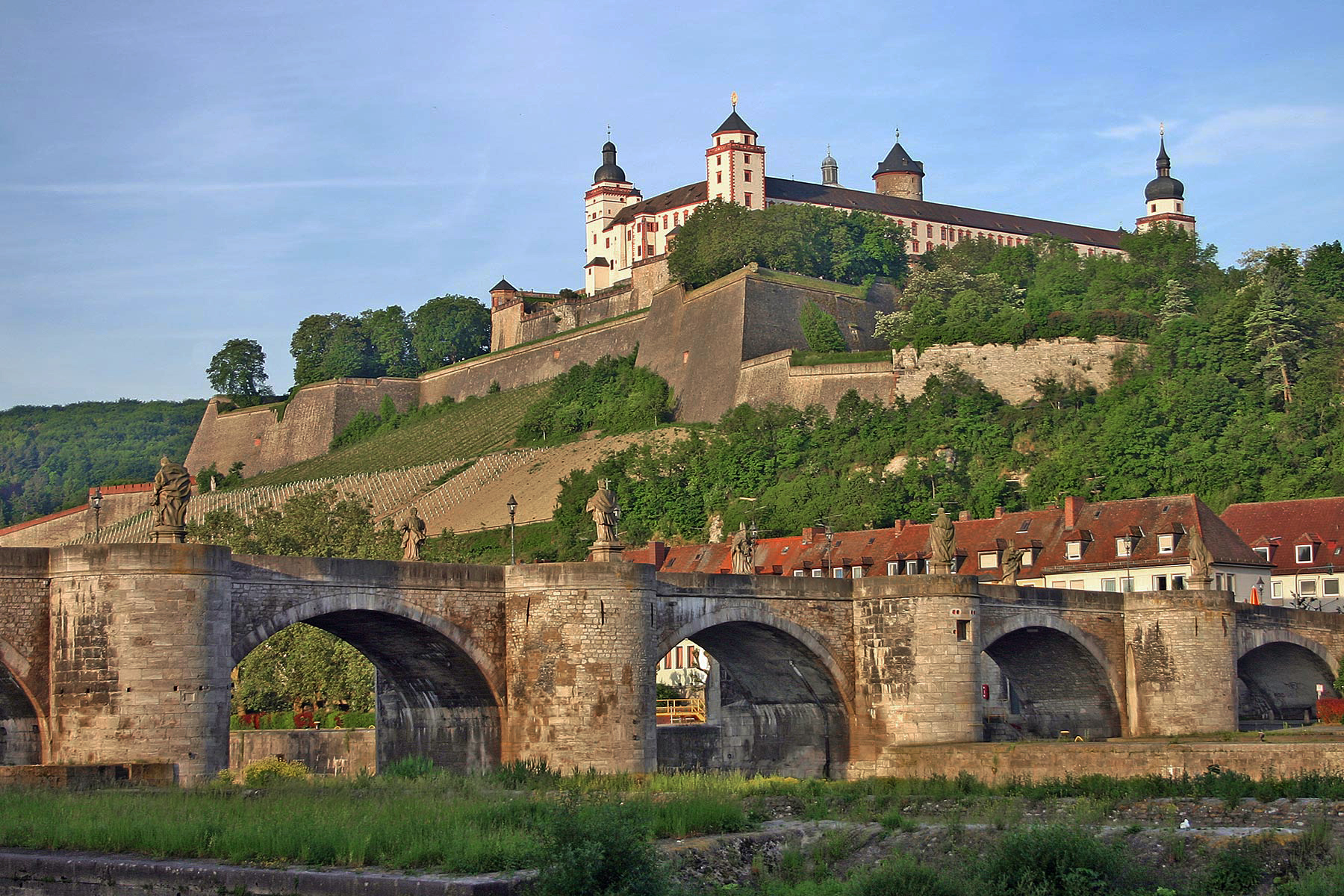
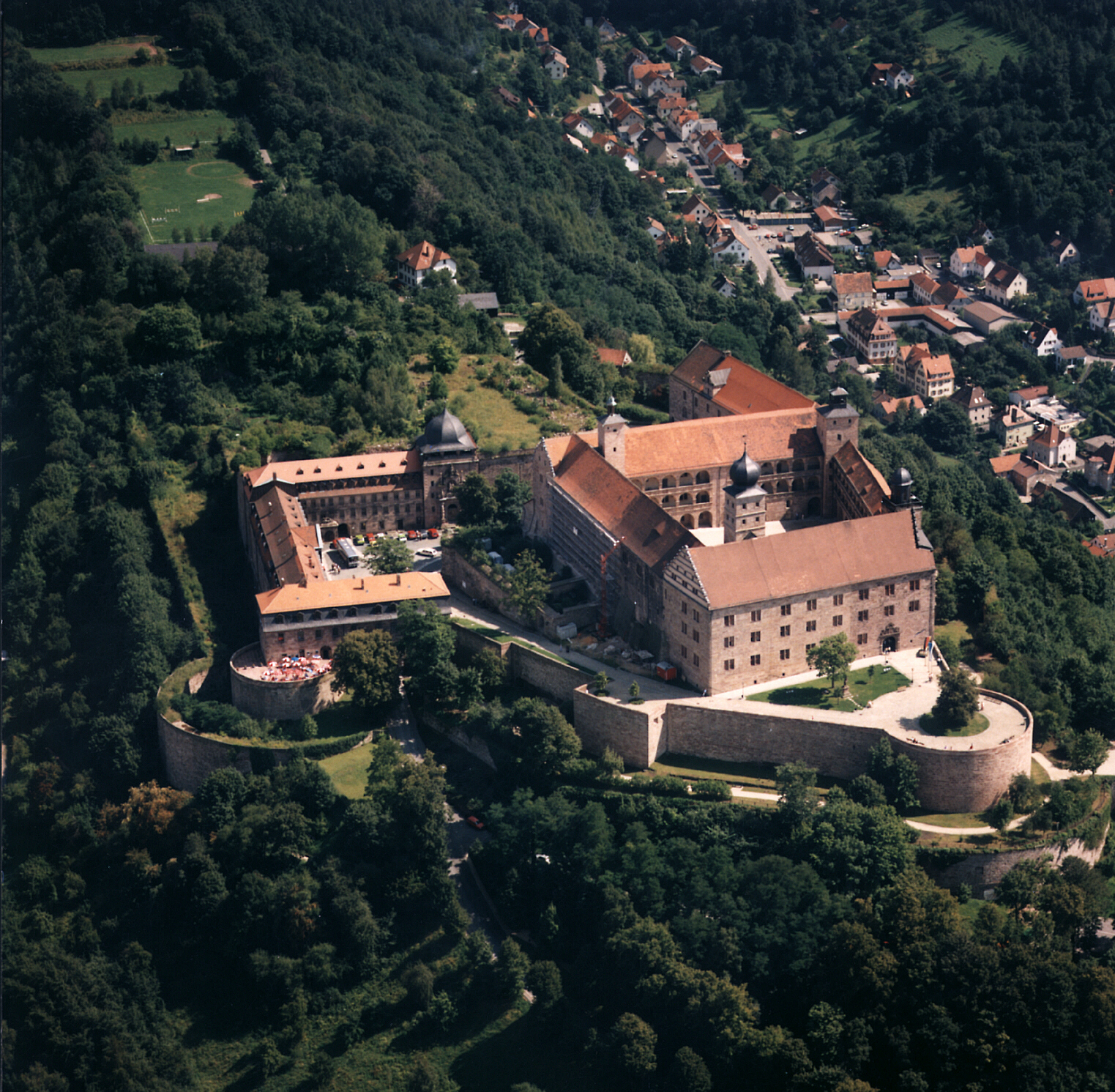
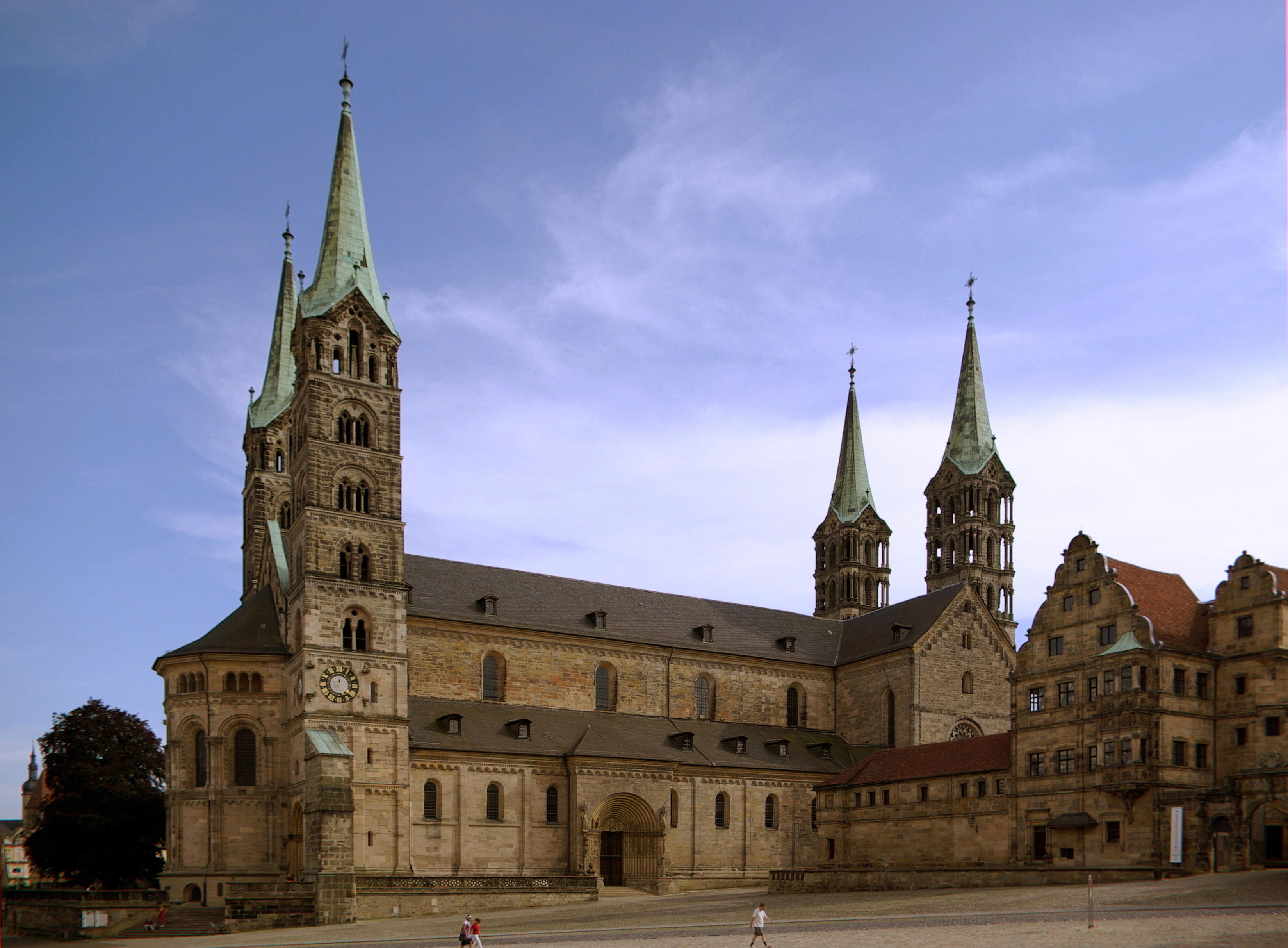
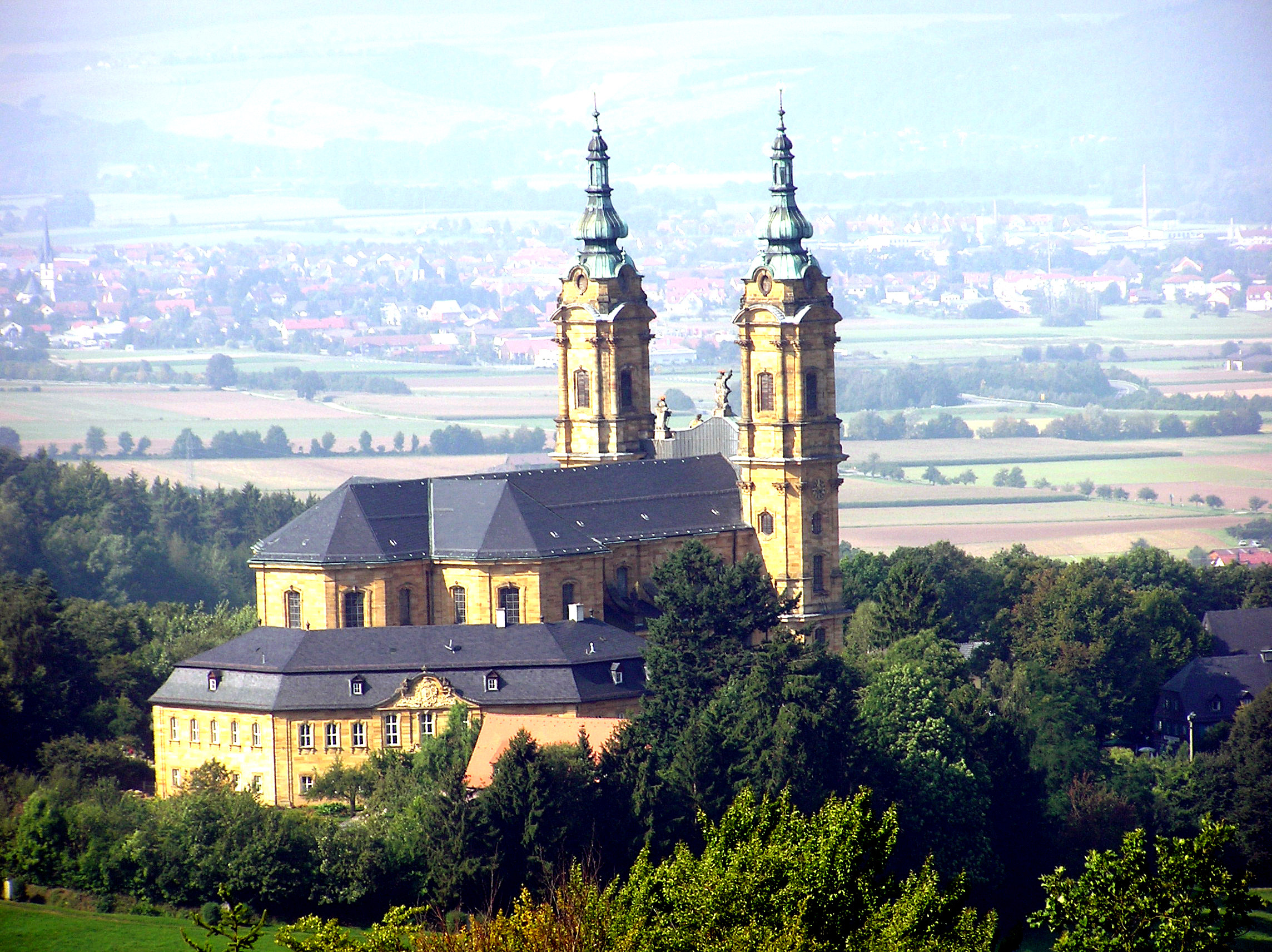
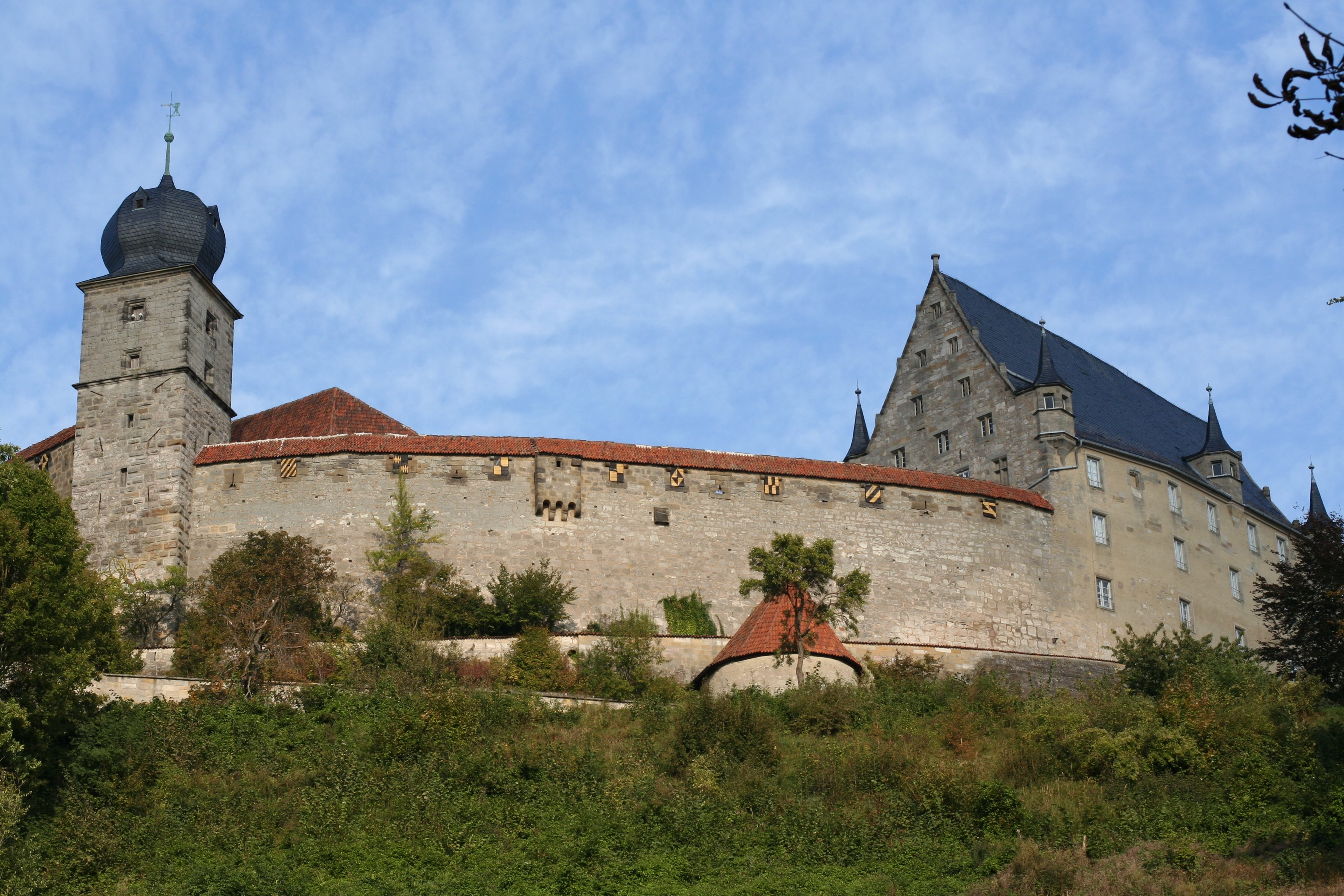
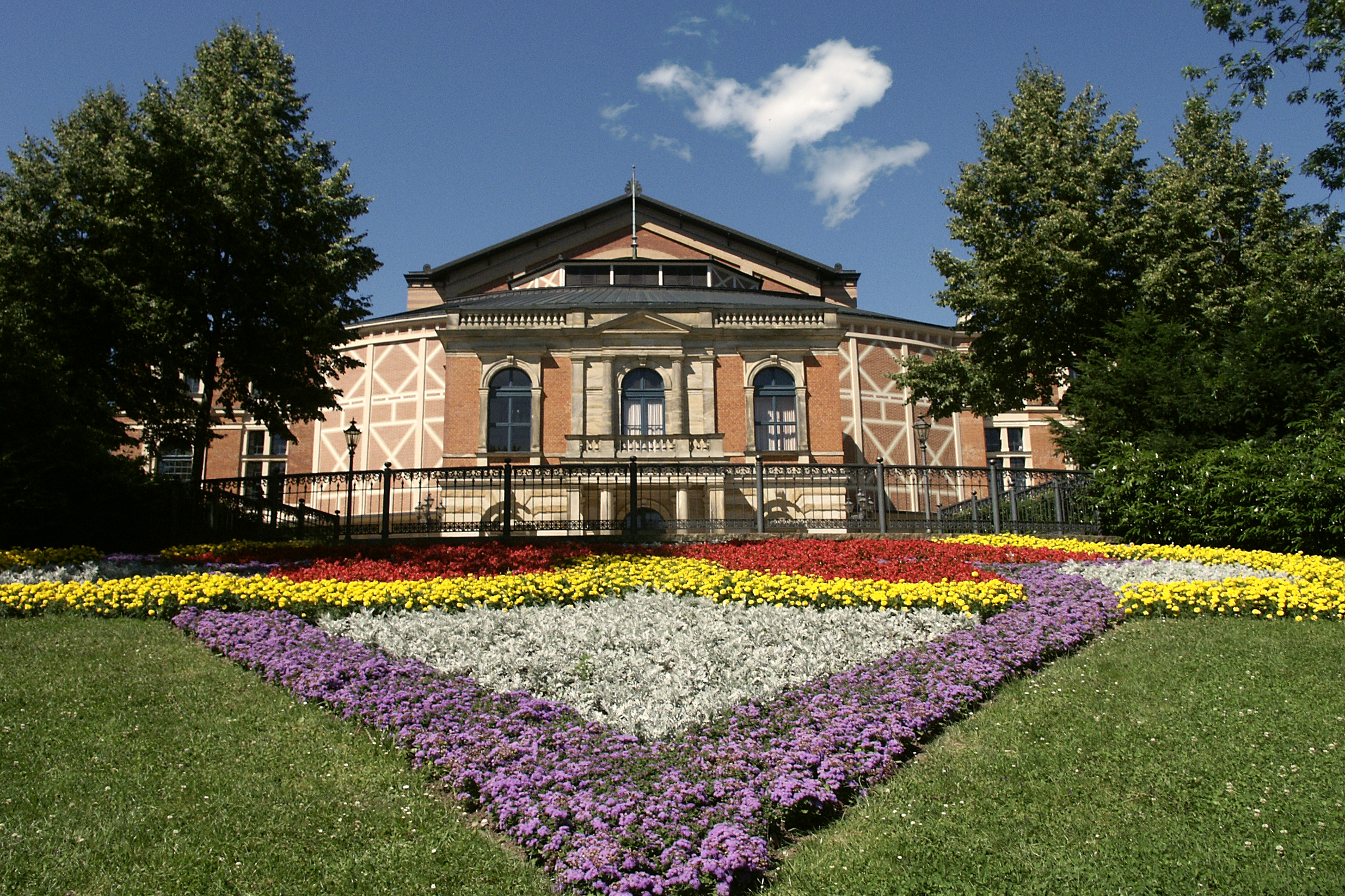
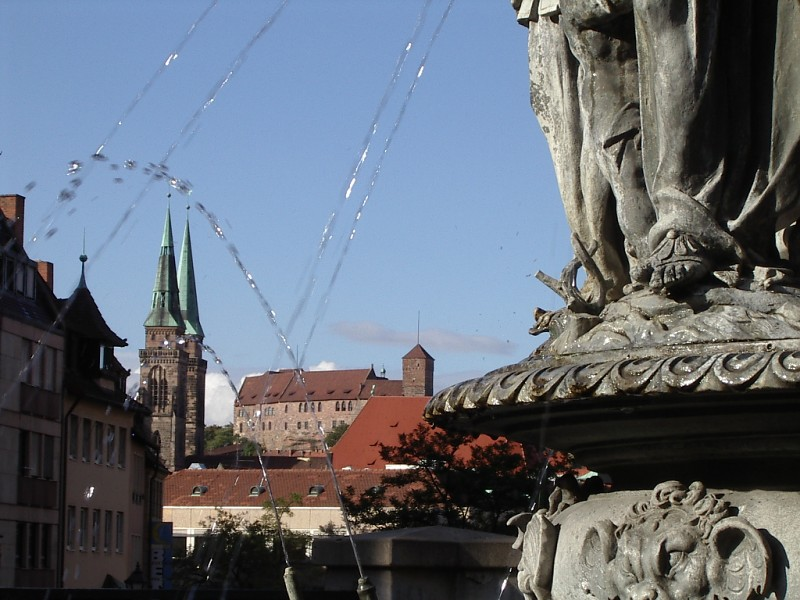
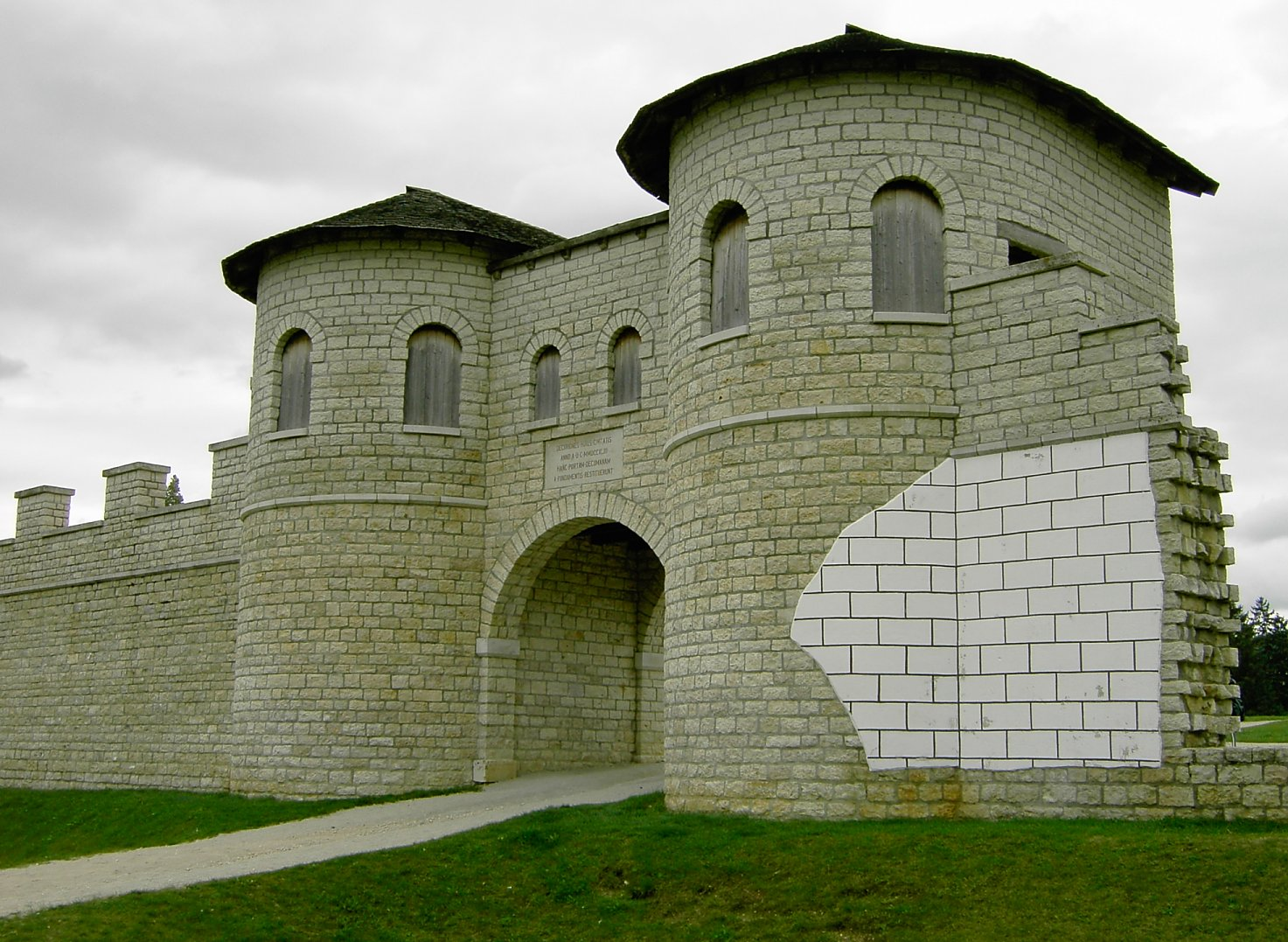
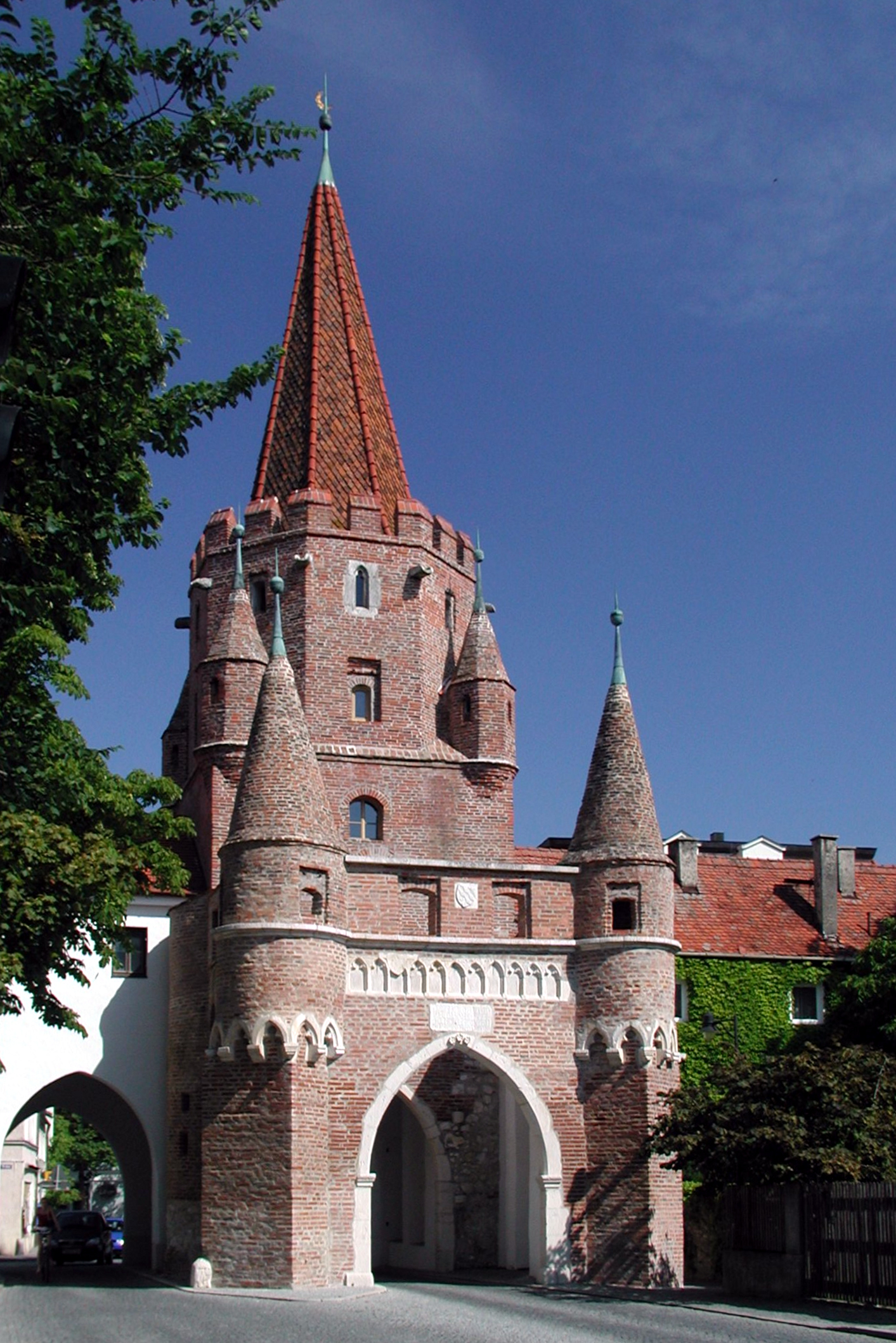
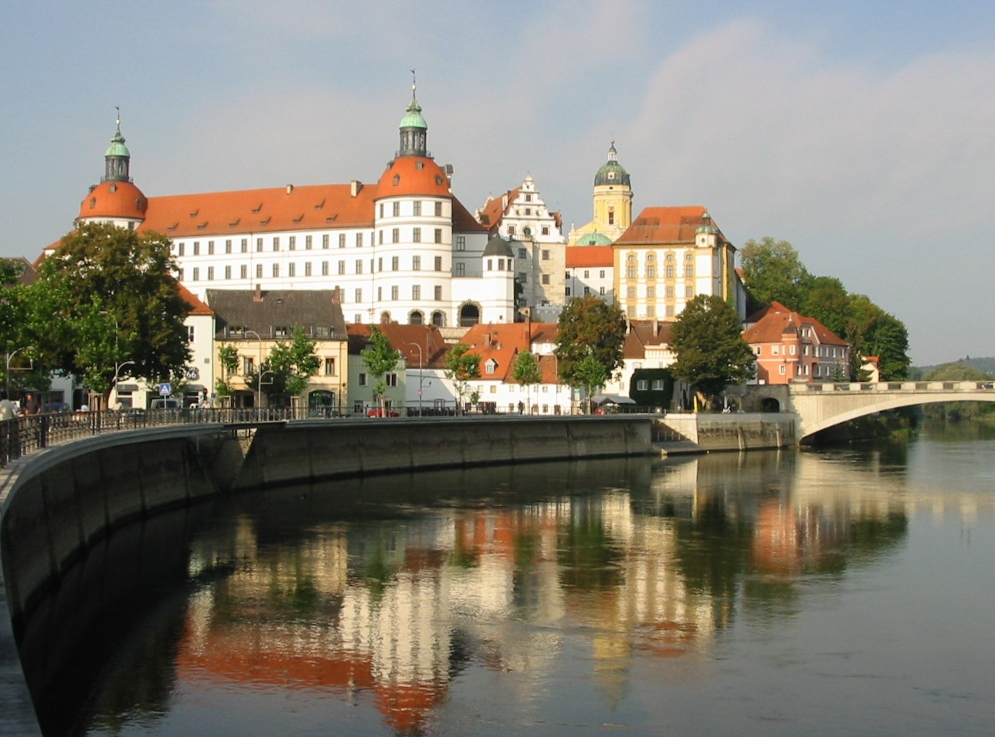
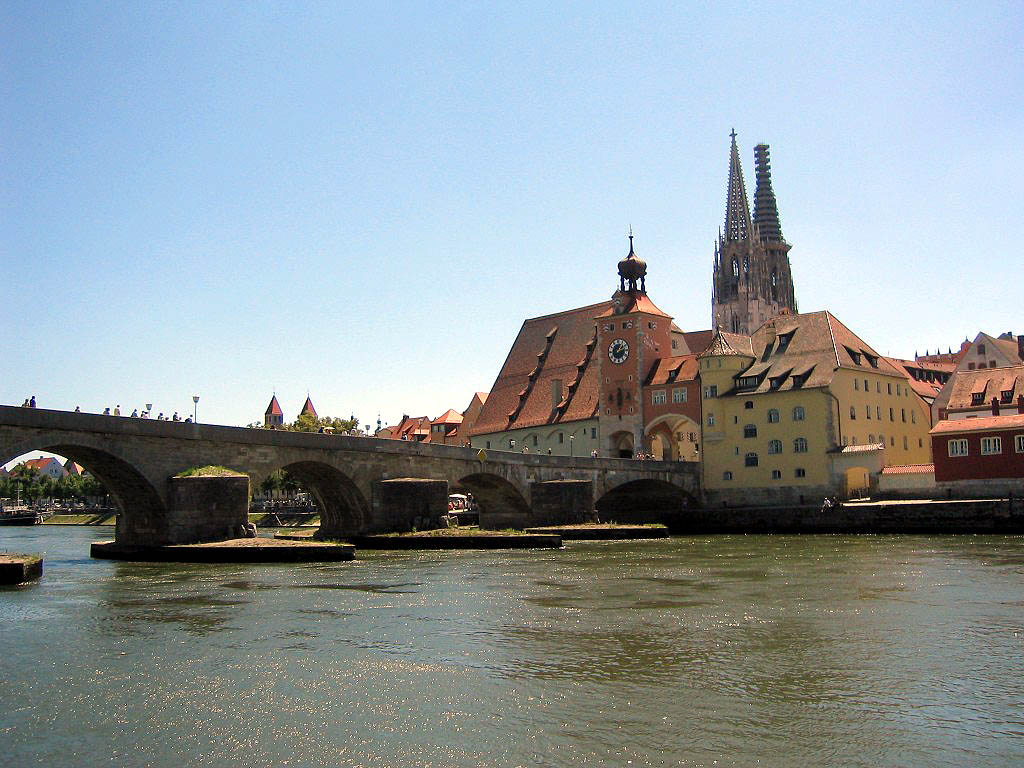
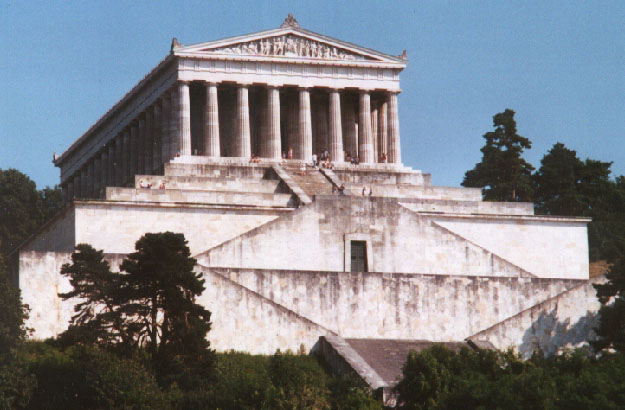
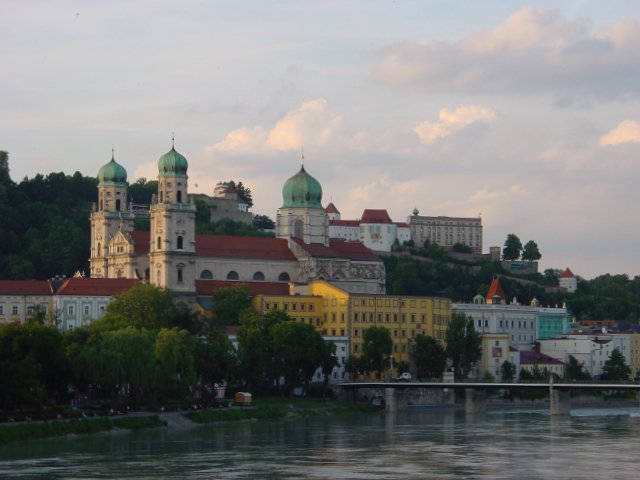
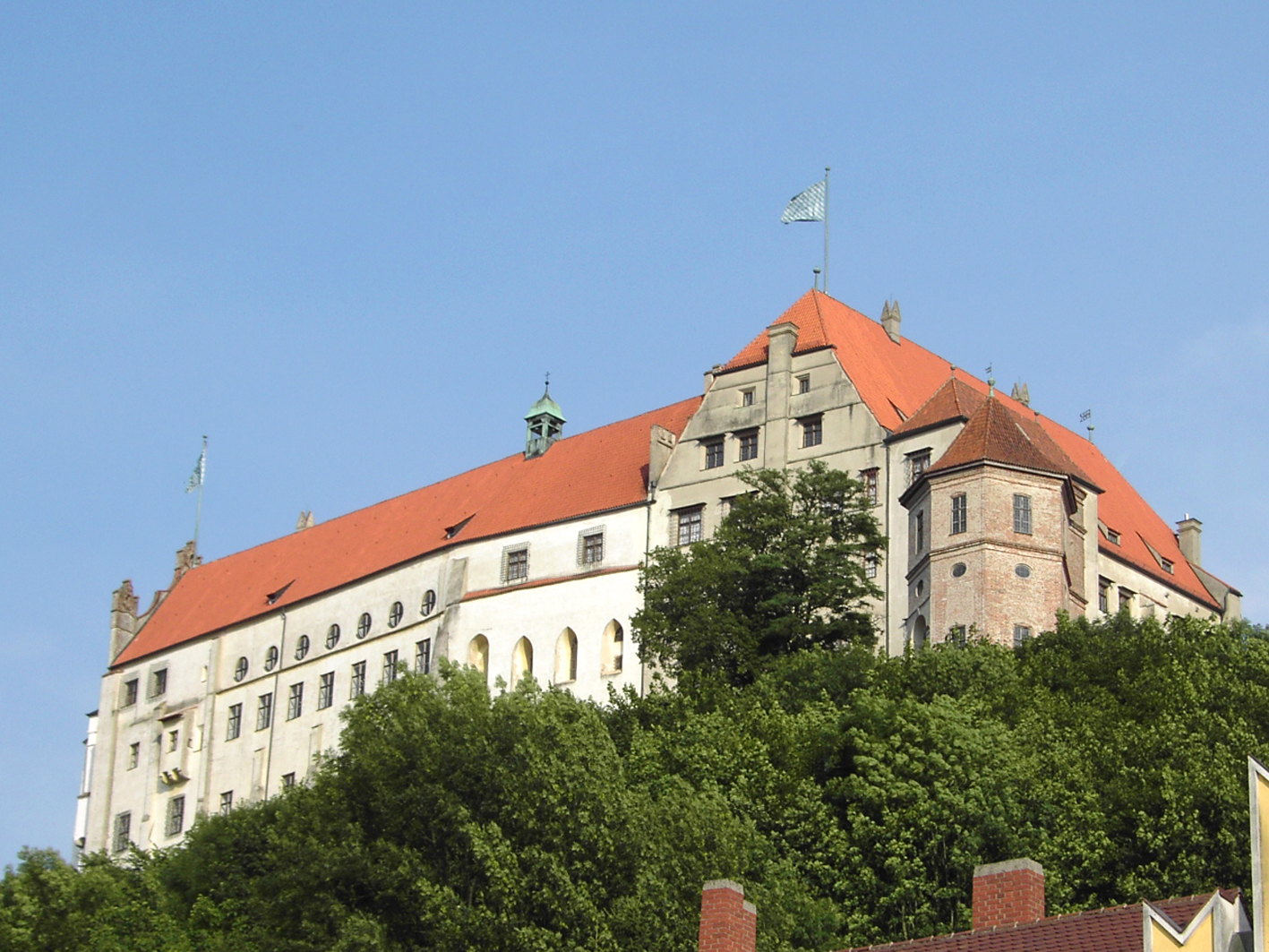
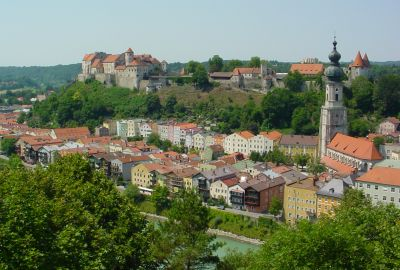
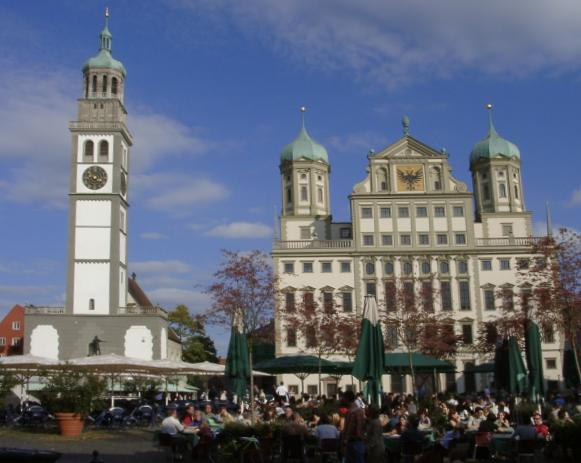
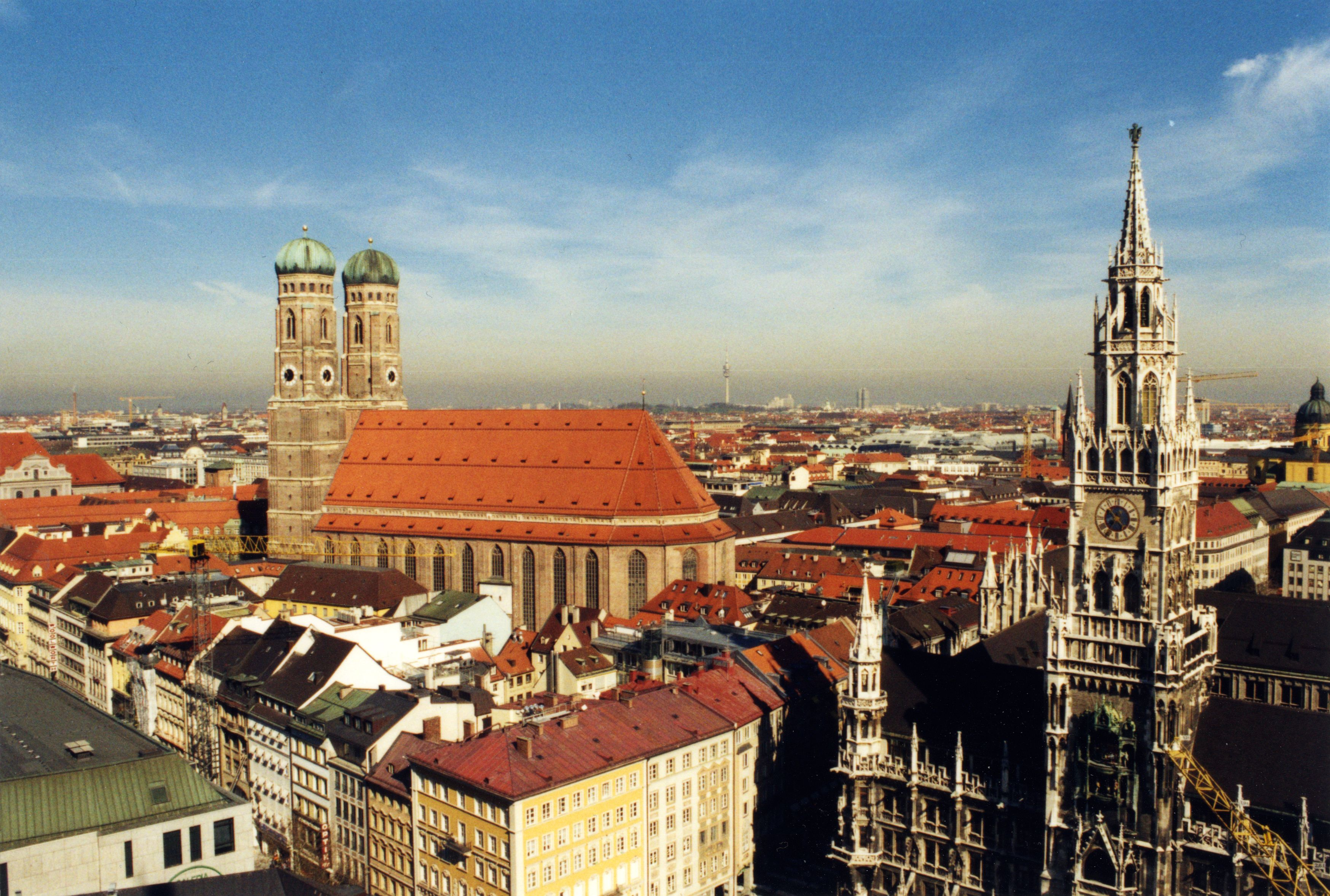
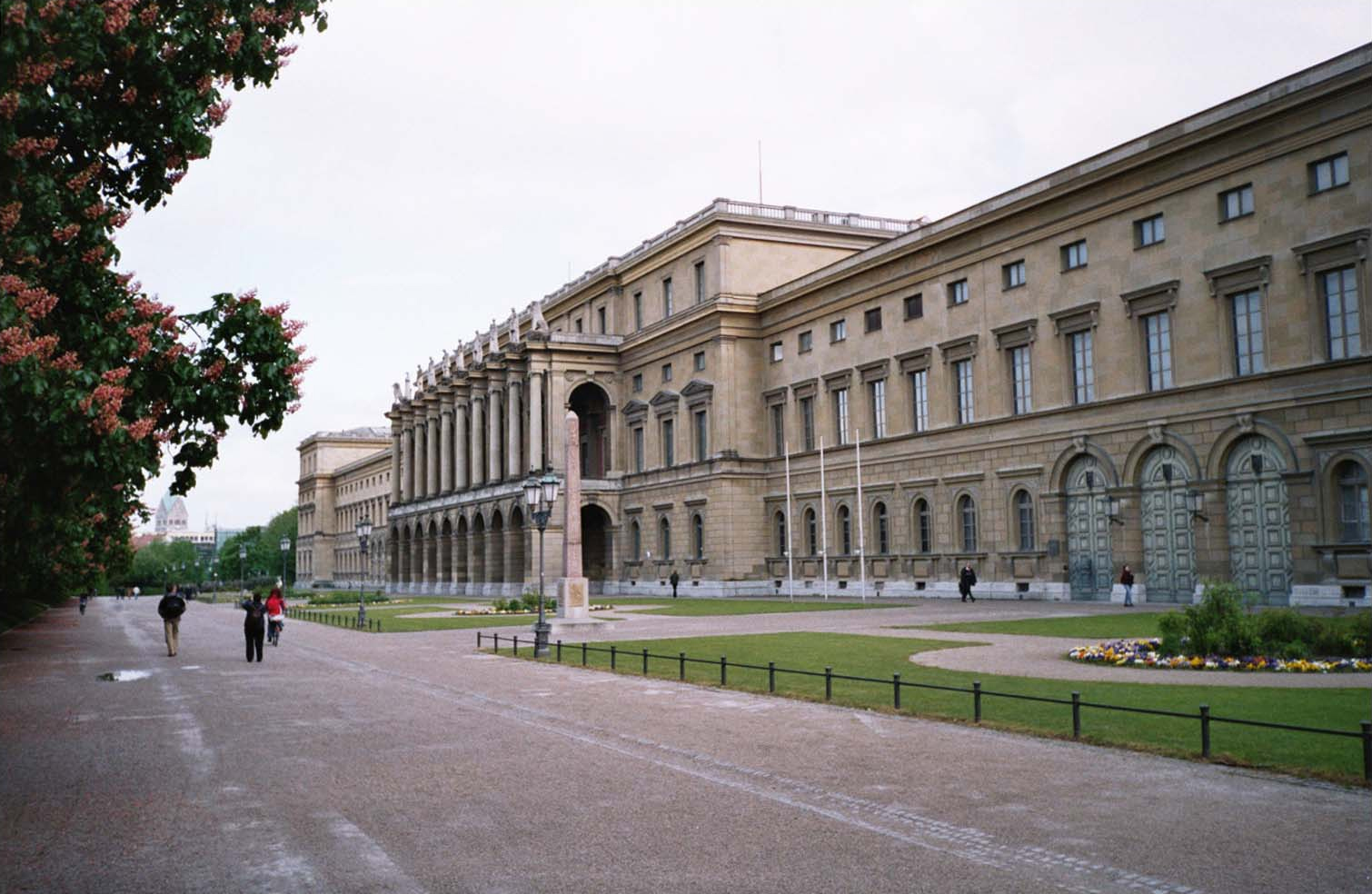
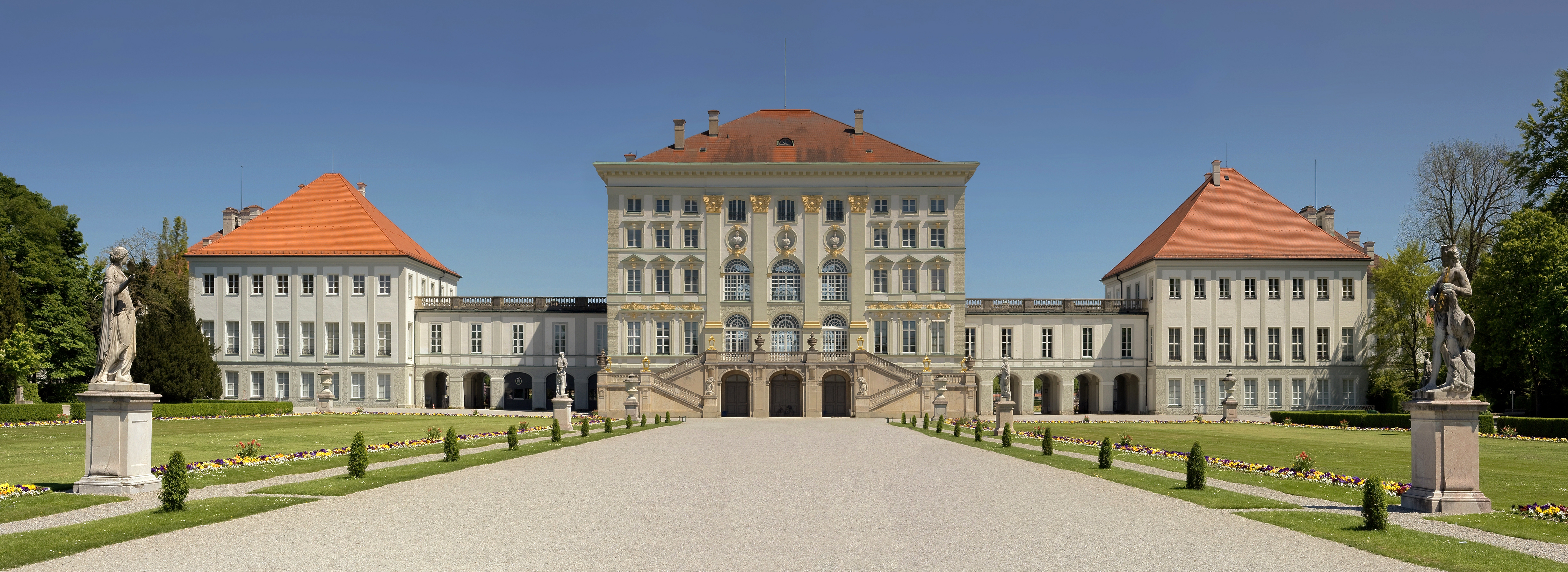
کاخ نیمفنبورگ
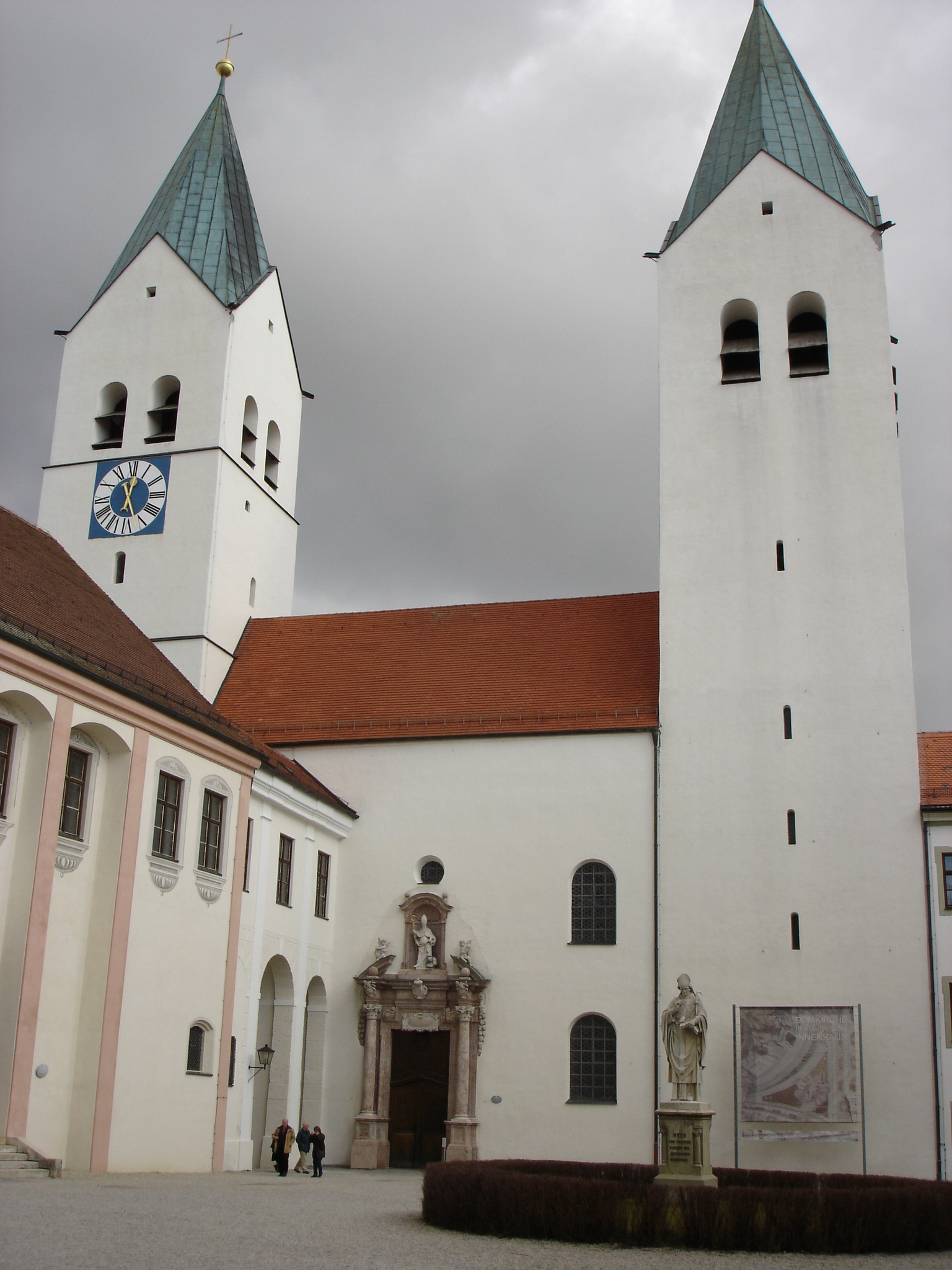
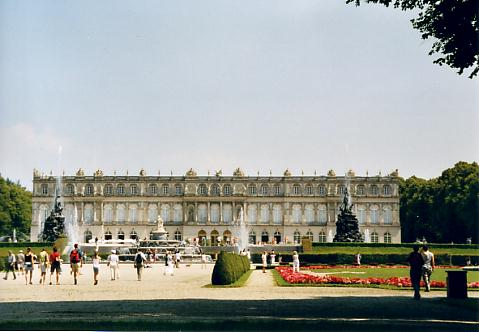
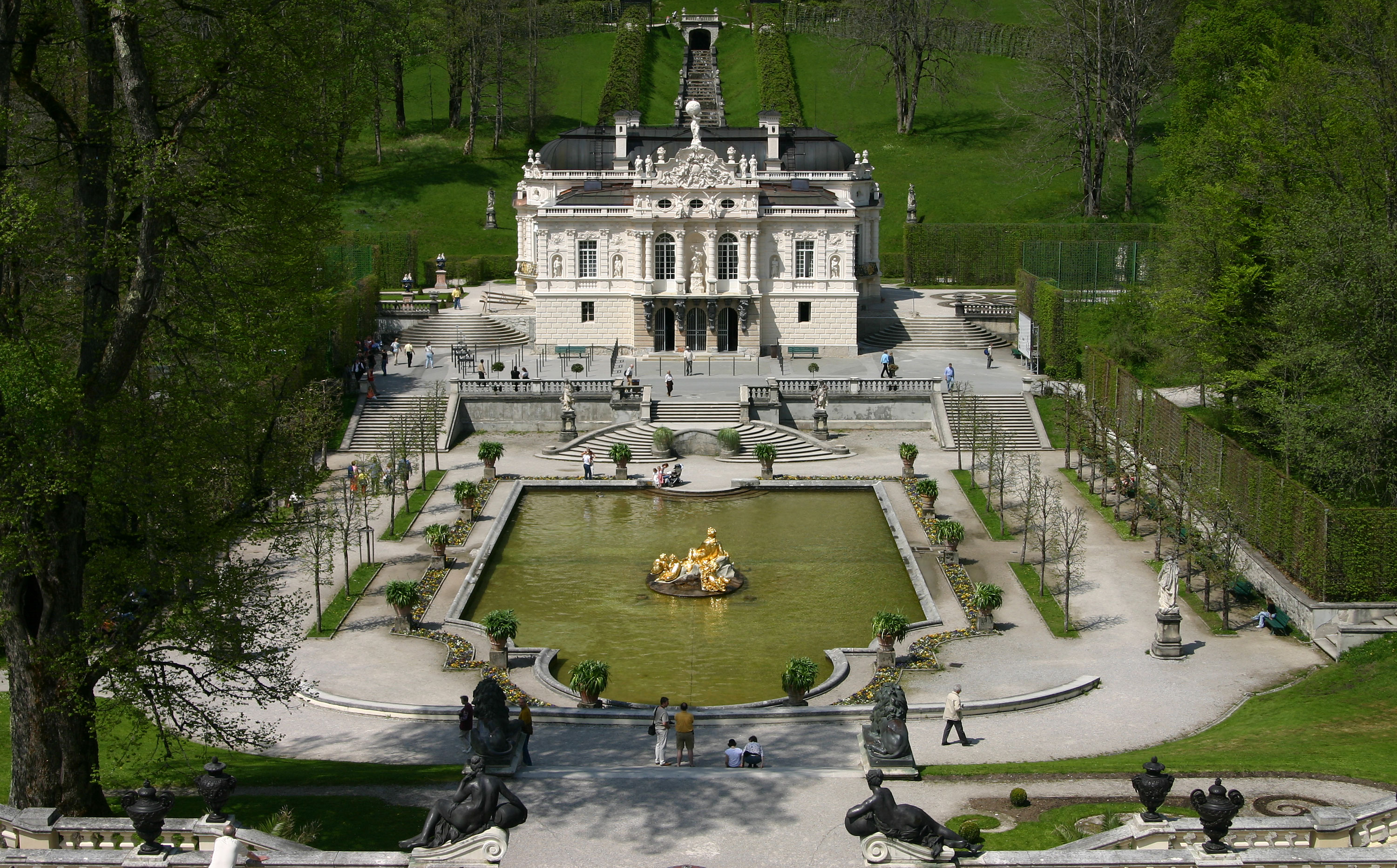
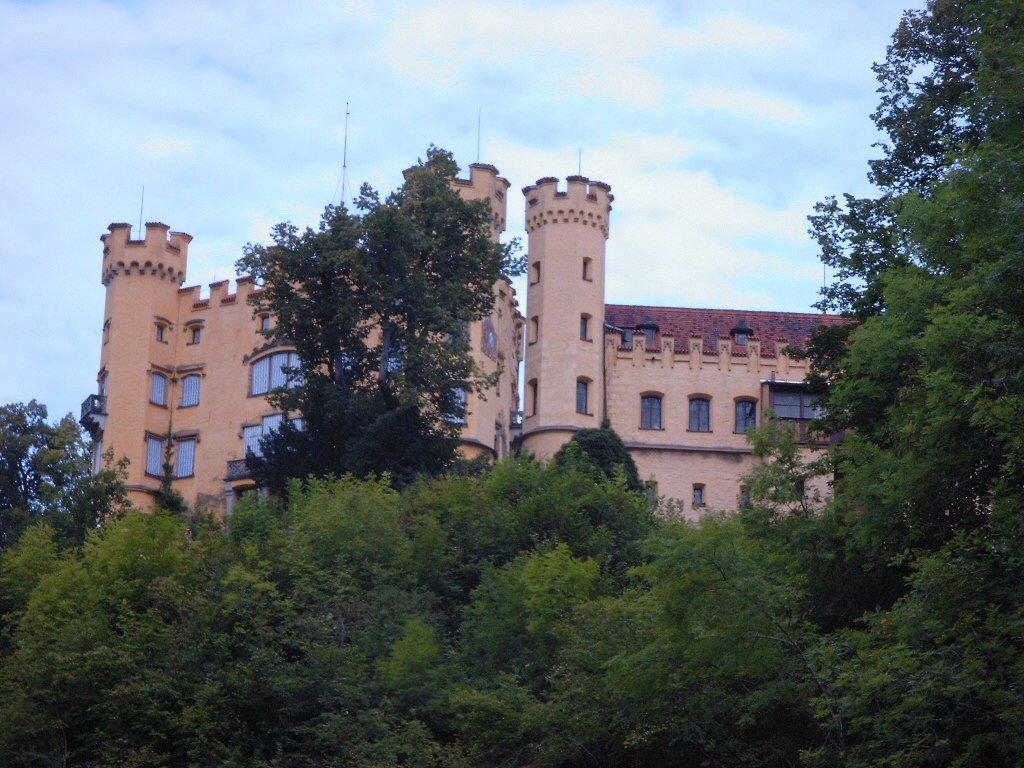
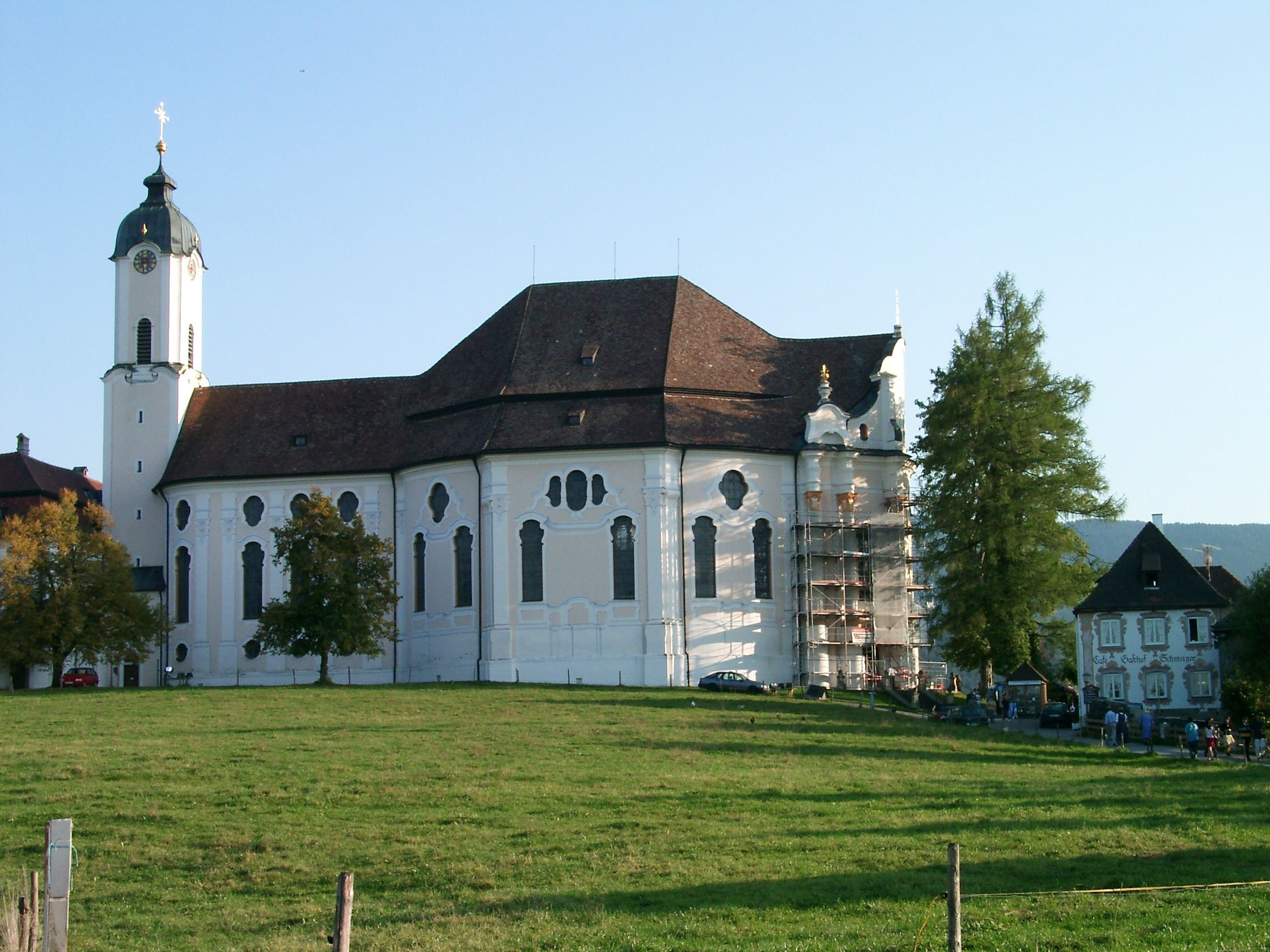
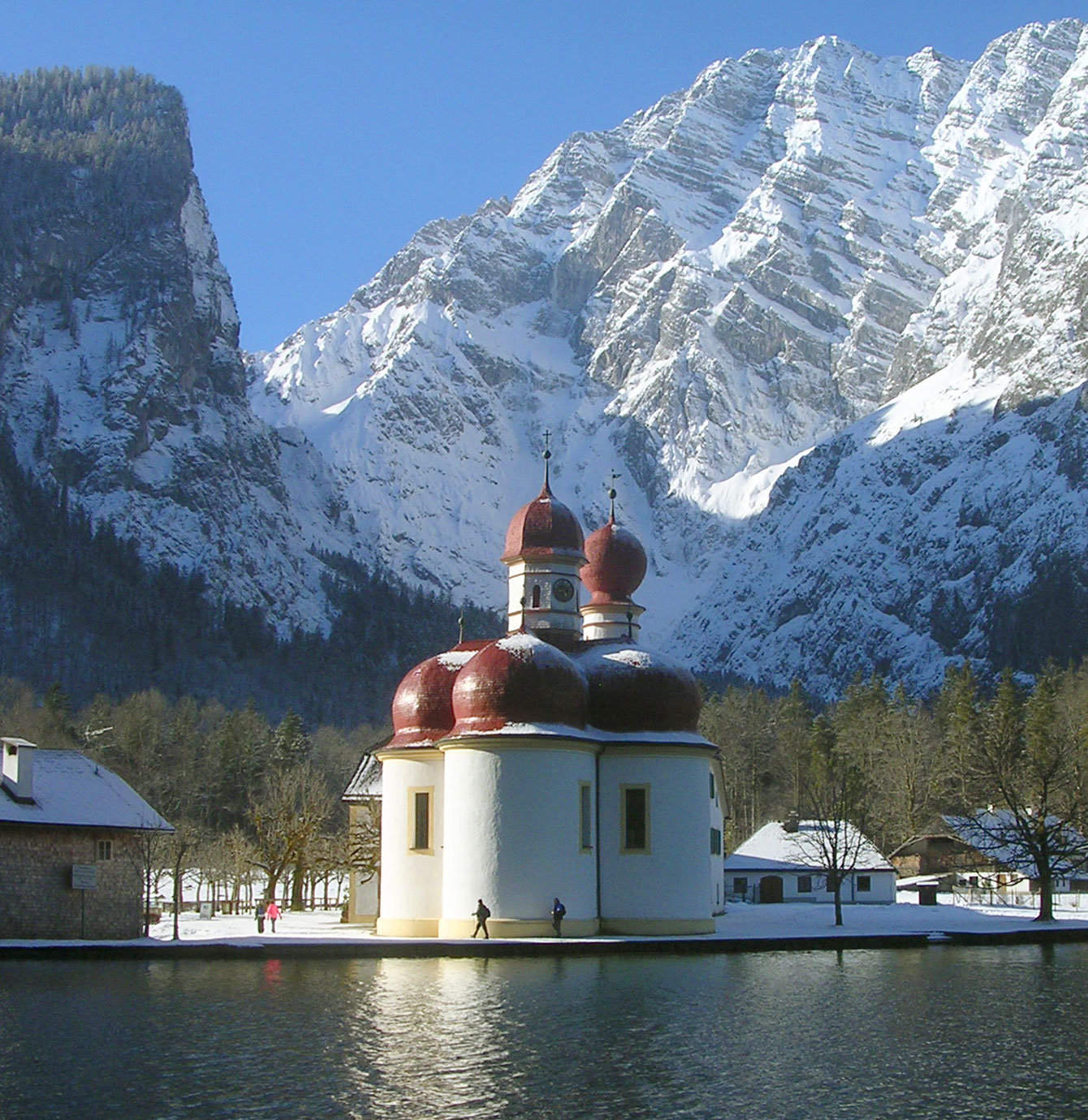